# Haplogynae
Haplogynae é uma série de aranhas araneomorfas que não apresentam epígino, isto é carecem de placa genital endurecida, característica que as diferencia do grupo taxonómico  Entelegynae. A maioria das aranhas deste grupo tem seis olhos, sendo que alguns membros da família Caponiidae (Caponioidea) têm só quatro ou dois olhos.
```
 +----------------
Filistatidae
      (109 espécies)
    |     +----------
Caponiidae
(1)
     (70 espécies)
    |  +--|  +-------
Tetrablemmidae
(1)
 (126 espécies)
    |  |  |  |  
Dysderoidea
:
   -|  |  +--|  +--+-
Orsolobidae
       (177 espécies)
    |  |     +--|  +-
Oonopidae
         (ca. 500 espécies)
    |  |        |----
Dysderidae
        (ca. 500 espécies)
    |  |        +----
Segestriidae
      (106 espécies)
    +--|  "
Scytodoids
":     
       |        
Pholcoidea
:          
       |  +-----+----
Pholcidae
         (ca. 960 espécies)
       |  |     |--+-
Diguetidae
        (15 espécies)
       |  |        +-
Plectreuridae
     (30 espécies)
       +--|     
Leptonetoidea
:
          |  +--+----
Ochyroceratidae
   (146 espécies)
          |  |  |--+-
Leptonetidae
      (200 espécies)
          +--|     +-
Telemidae
         (22 espécies)
             |  
Scytodoidea
: 
(2)

             |  +----
Sicariidae
        (122 espécies)
             +--|  
                +--+-
Scytodidae
        (169 espécies)
                   +-
Drymusidae
        (10 espécies)
```

- (1) As Caponiidae e Tetrablemmidae são consideradas como pertencentes à superfamília Caponioidea.
- (2) As Periegopidae (duas espécies), que são parte das Scytodoidea, não foram reconhecidas até 1985.

Hipótese cladística para Haplogynae. O comprimento da linha não tem relação com a distância evolutiva.